# Martinet de Shoa
Schoutedenapus myoptilus
Genre
Espèce
Synonymes
- Cypselus myoptilus Salvadori, 1888
(protonyme)

Statut de conservation UICN

 LC  : Préoccupation mineure
Le Martinet de Shoa (Schoutedenapus myoptilus), unique représentant du genre Schoutedenapus, est une espèce d'oiseaux de la famille des Apodidae.

## Répartition
Son aire s'étend de manière disjointe à travers l'afromontane : ligne du Cameroun, forêts d'altitude du rift Albertin, Kenya, Tanzanie, Malawi et Mozambique.

## Liste des sous-espèces
Selon la classification de référence du Congrès ornithologique international (version 11.1, 2021) :
- sous-espèce Schoutedenapus myoptilus myoptilus (Salvadori, 1888)
- sous-espèce Schoutedenapus myoptilus poensis (Alexander, 1903)
- sous-espèce Schoutedenapus myoptilus chapini (Prigogine, 1957)